# Mario H. Gottfried Gutiérrez
Mario Héctor Gottfried Gutiérrez (Ciudad de México, México; 7 de septiembre de 1919 – 2 de noviembre de 1999) fue un reconocido empresario en la industria eléctrica mexicana, y capitán de la Fuerza Aérea de los Estados Unidos. Fundador de un grupo de empresas, entre las que destacan Reliance de México, S.A. de C.V.,  y Potencia Industrial, S.A.

## Primeros años
Su padre, Enrique Guillermo Gottfried Zender, nacido en Perú y de ascendencia norteamericana, era un ingeniero eléctrico que había llegado a la Ciudad de México en 1910 con la Compañía Westinghouse de Pittsburgh, Pennsylvania. En 1918 se casó con María Gutiérrez Zertuche, una ciudadana mexicana cuyos padres y abuelos eran oficiales del Ejército Mexicano.
Durante sus primeros años, Mario Gottfried asistió al Colegio Americano en la Ciudad de México.  Más tarde, a su padre le ofrecen un trabajo en la empresa eléctrica alemana Siemens en EE.UU, y la familia se muda en 1926 a la ciudad de Nueva York, lugar donde Mario permanecerá hasta los veintiún años de edad.

## Carrera militar

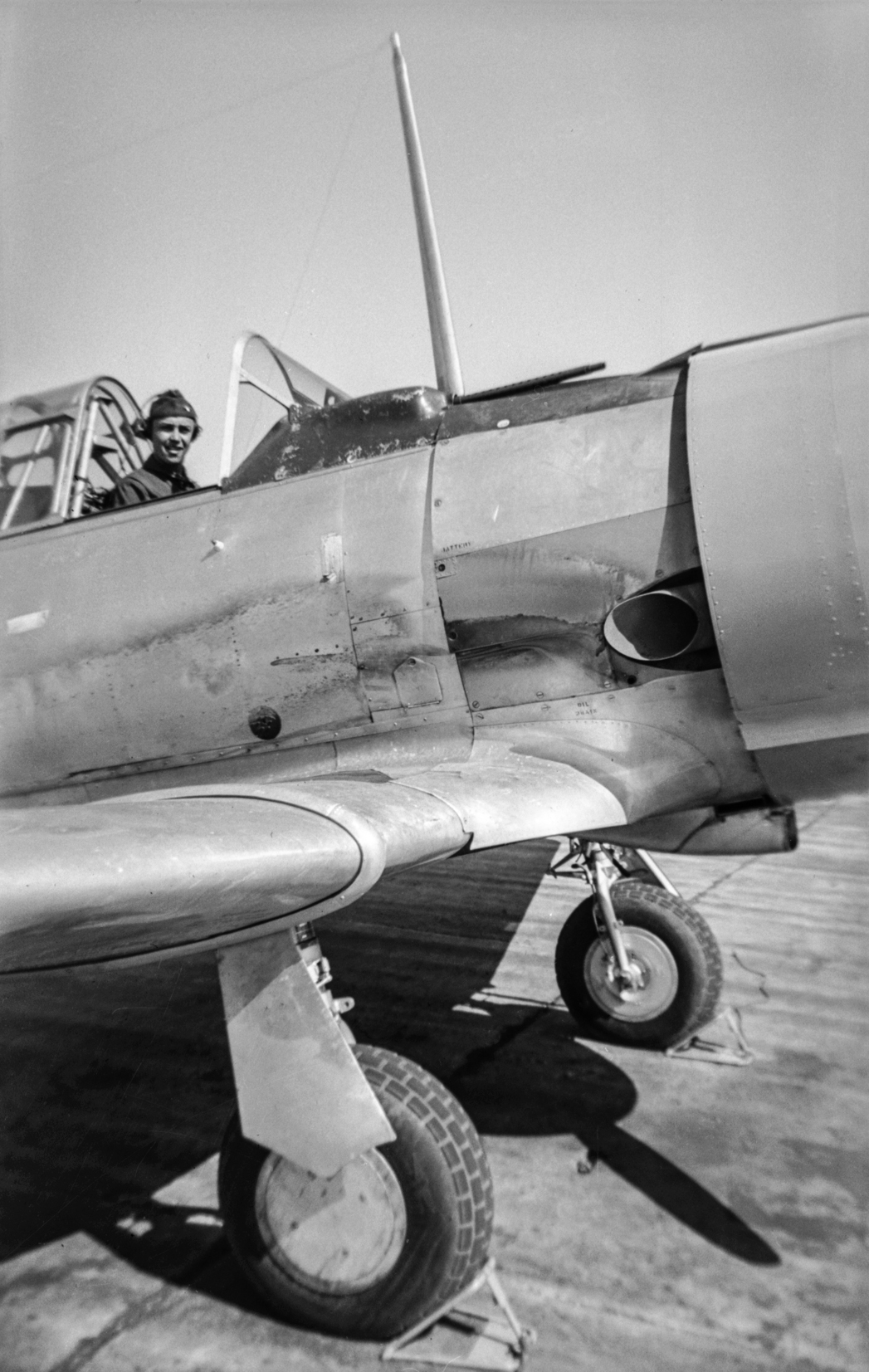
Mario H. Gottfried durante su entrenamiento de vuelo en 1942.

En 1940, mientras asiste al Pratt Institute of Technology de Nueva York, decide aplicar exámenes para ingresar al Cuerpo Aéreo del Ejército Estadounidense. Entre tanto, acude como recluta al Centro de Infantería del Ejército Camp Upton, en Long Island, y al Camp Eustis, en Virginia. Durante una escala en Fort Shafter, Hawái, rumbo a Filipinas, le notifican su aceptación como cadete de aviación y es requerido para recibir entrenamiento de vuelo en Allan Hancock College of Aeronautics, en Santa María, California. Durante su formación, en las bases de las fuerzas áreas en la Merced, California, y en Luke, Arizona, solía volar BT-13´s, P-36´s y P-40´s, para después graduarse como piloto de combate en abril de 1942.

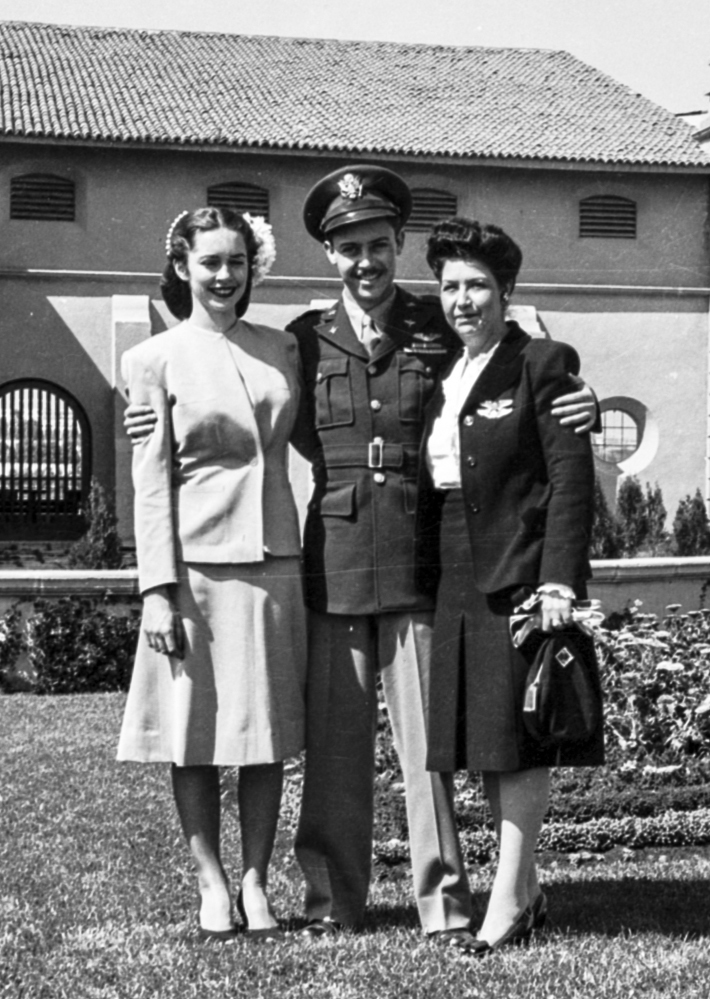
Martha Joy Young, Mario Gottfried y María Gutiérrez Zertuche, en 1945.

Rindió sus servicios al 11.º Escuadrón de Combate en Alaska y, entre 1942 y 1943, se trasfiere continuamente entre las 42.ª y 54.ª Escuadrillas de Transporte Aéreo, registrando más de 1000 horas de vuelo durante sus misiones en lugares como Naknek, Nome, Bethel, Dutch Harbor y las Islas Aleutianas en el C45 (DC3) y C46.  En 1943, fue galardonado con la Medalla Aérea y la Cruz de Vuelo Distinguido en la Base Aérea Elmendorf, Alaska, por su destacable desempeño como piloto de transporte en las Islas Aleutianas, durante la Segunda Guerra Mundial (SGM).
Entre 1944 y 1945, fue requerido en diversas bases de la fuerza aérea estadounidense: Baer Field, Indiana; Grenada, Misisipi; Bergstrom, en Austin, Texas; y luego a Sedalia, Missouri.  Durante su servicio en Sedalia, mientras era instructor de instructores, conoció a Martha Joy Young y se casaron el 29 de enero de 1945 en Glendale, Arizona. A finales de 1945 se retira de la Fuerza Aérea Estadounidense, aunque años después es presidente de la Air Force Reserve Officer Association en la Ciudad de México y miembro activo de la Asociación de la Fuerza Aérea.

## Carrera empresarial

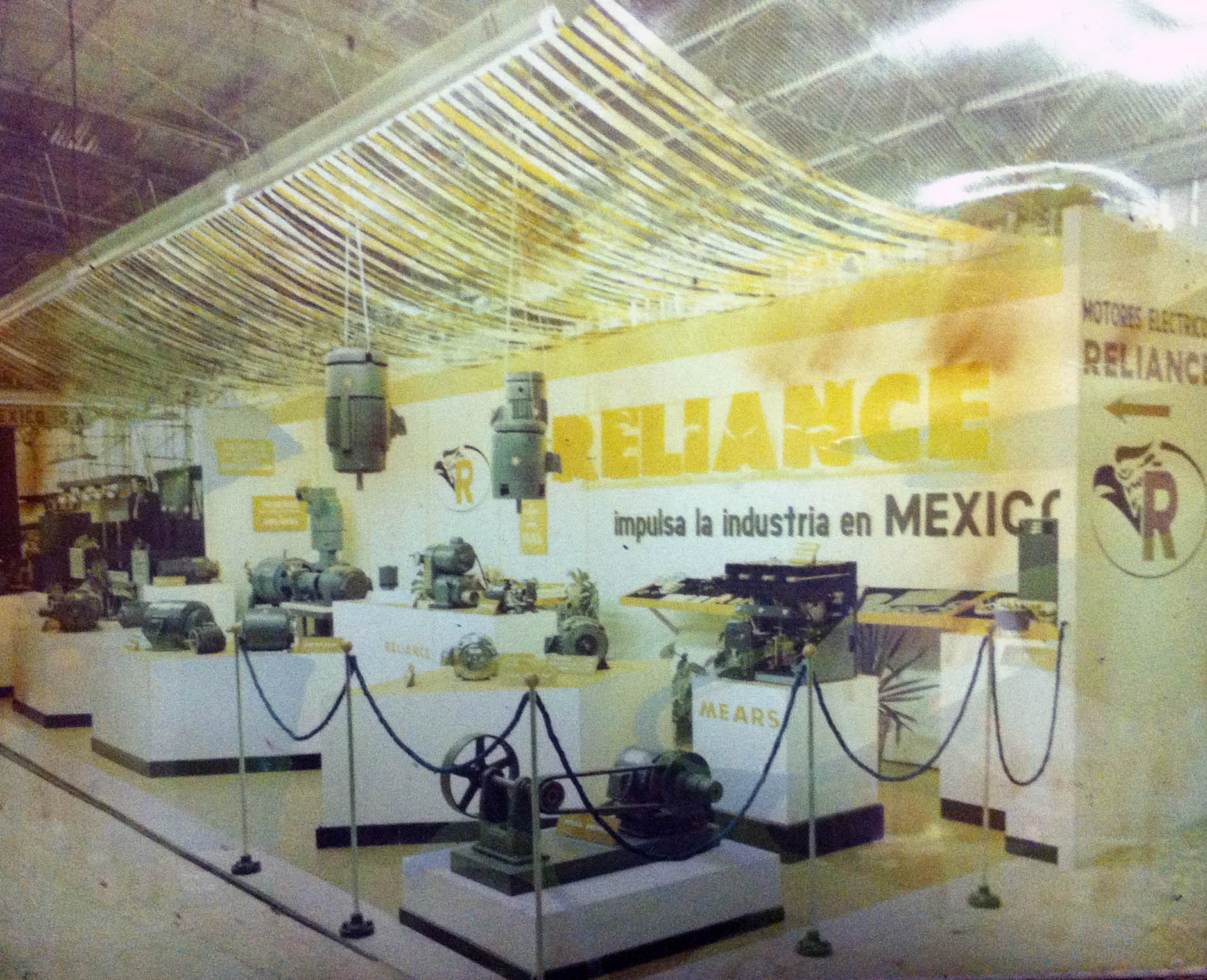
Primera exposición de Reliance de México, S.A. de C.V., en 1962

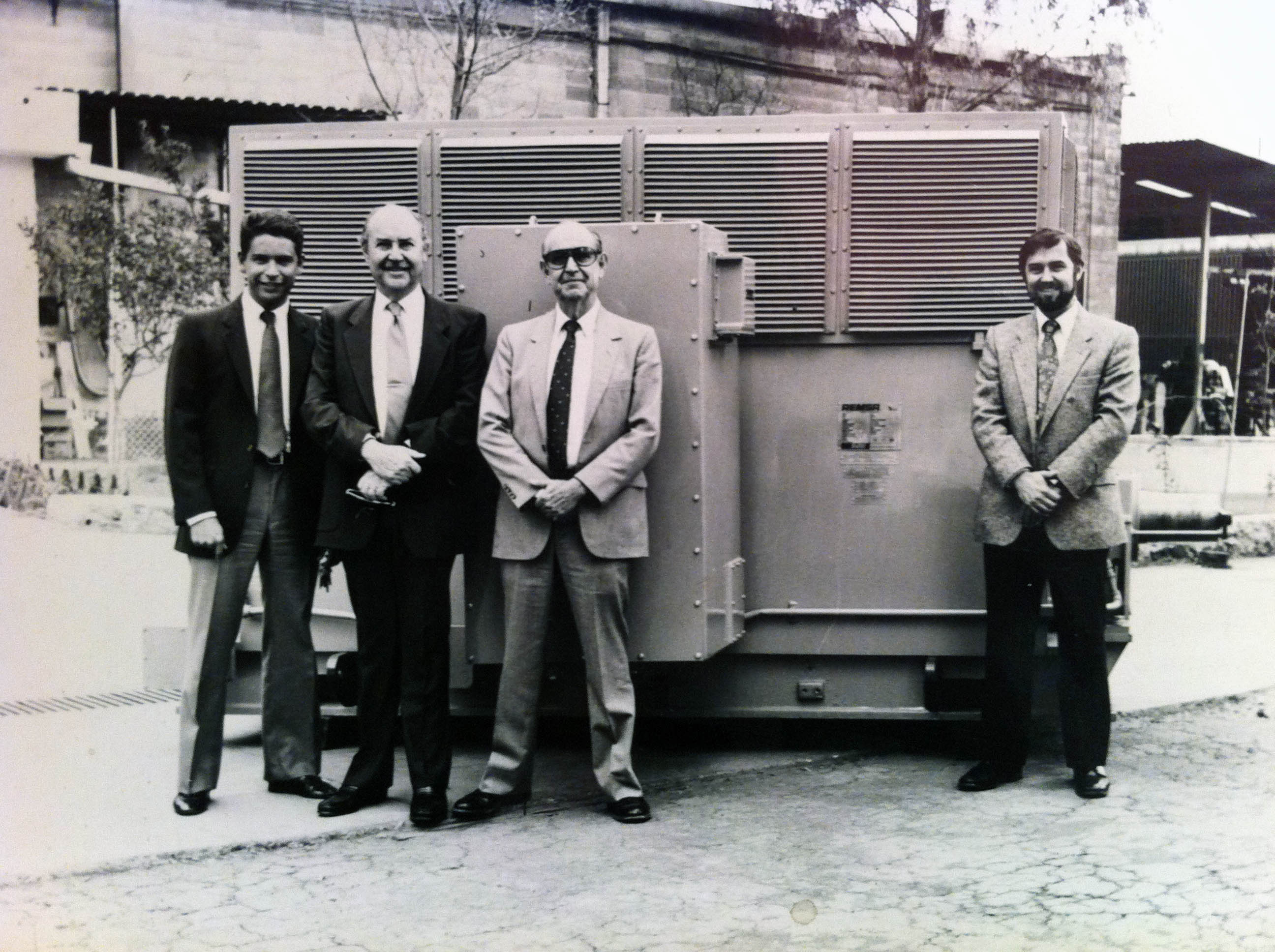
Gustavo Gottfried (hijo), Mario H. Gottfried, Gustavo Gottfried y Carlos F. Gottfried, junto a motor de 6500 HP, producido por Reliance de México, S.A. de C.V.

En 1945, Mario Gottfried se traslada a la Ciudad de México, donde comienza a colaborar con el plan de negocios de su padre, Enrique Gottfried, ahora un representante de fabricantes de equipos eléctricos estadounidenses en México. Tras el éxito preliminar, en 1958 iniciaron la fabricación de motores y generadores eléctricos como Reliance de México, S.A., bajo la supervisión de la Reliance Electric Company de Cleveland, Ohio.  Su hermano,  Gustavo C. Gottfried Gutiérrez, también expiloto, se les unió ese mismo año.

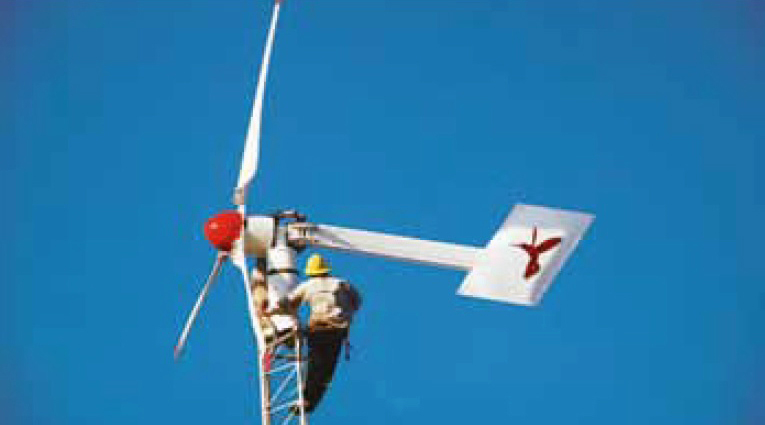
Instalación de un aerogenerador “Colibrí”

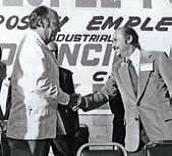
Presidente José López Portillo y Mario H. Gottfried Gutiérrez, en la inauguración de la nueva nave de manufactura, Potencia Industrial, S.A., en 1976.

En 1968 comienzan a manufacturar motores y generadores eléctricos como Potencia Industrial S.A y a principios de los 70, sus hijos Mario y Carlos también se unen a la compañía. En los años posteriores, con la productividad alcanzada, pasaron de hacer motores pequeños de 1 a 50 caballos de fuerza (HP), a grandes motores y generadores industriales de hasta 10,000 HP.   Asimismo, la empresa se convirtió en un referente para la industria eólica, hidroeléctrica, y en sistemas de energía ininterrumpible, tras varias patentes en estas tecnologías, como es el caso del “Colibrí”, un aerogenerador de imanes permanentes de 5 y 10 kW que comenzó a comercializarse en 1975. Según diversas publicaciones, es "el primer aerogenerador mexicano, además de ser precursor mundial en sistemas eólicos de imanes permanentes con tracción directa". Cerca de 600 unidades fueron exportadas a Estados Unidos y Canadá para 1980.
La empresa, liderada por Mario Gottfried, continuó prosperando hasta 1982, cuando los éxitos iniciales se vieron amenazados por una fuerte crisis financiera en México que afectó severamente al sector industrial, agudizándose aún más durante la apertura económica de 1988. Pese a la crisis, la empresa logra sobrevivir y a principios de los noventa continua innovando en fabricación e ingeniería  y celebrando contratos con reconocidas empresas, tales como: Electric Products Company de Cleveland, Ohio; Instituto de Energías Alternativas (AEI); Louis Allis Company de Milwaukee, Wisconsin; Zond y Enron Wind; Comisión Federal de Electricidad (CFE); Petróleos Mexicanos (Pemex); entre otras.
Mario Gottfried falleció en la Ciudad de México el 2 de noviembre de 1999 a los 80 años de edad, debido a un tumor cerebral.

## Familia
Su esposa, la reconocida pintora Martha Joy Gottfried, falleció el 10 de enero de 2014.   Mario Gottfried tuvo 4 hijos: Mario Héctor, María Elena, Carlos Federico y Martha Cecilia.
Uno de ellos, Carlos Gottfried Joy, es ahora presidente de Potencia Industrial S.A.

## Obras
“El ABC de la teoría y aplicación de motores eléctricos polifásicos en la industria”, 1983, en coautoría con G.L. Oscarson, Grupo Fuerza.

## Reconocimientos militares
- En 1943 recibe la Medalla Aérea y la Cruz de Vuelo Distinguido en la Base Aérea de Elmendorf, Alaska.[2]

## Reconocimientos empresariales
- En 1984, Reliance de México, S.A., es socio activo de la Confederación Nacional de la República Mexicana (COPARMEX).
- En 1993, Reliance de México, S.A., recibe Certificado de Proveedor Confiable por parte de Petróleos Mexicanos (PEMEX).
- En 1998, Reliance de México, S.A, se integra al Sistema Nacional del Acreditamiento de Laboratorios de Pruebas, de la Secretaría de Comercio y Fomento Industrial (SECOFI)
- En 1999, Potencia Industrial, S.A., recibe Premio de Exportación por parte del Gobierno del Distrito Federal[20]